# Яд (филм)
„Яд“ (на македонска литературна норма: „Јад“) е исторически филм от Република Македония от 1975 година на режисьора Кирил Ценевски по сценарий на отново на Кирил Ценевски.
Главните роли се изпълняват от Дарко Дамевски, Фабиан Шовагович, Марга Потоцка, Нада Гешовска, Олег Видов и други.

## Сюжет
Действието във филма се развива в края на XI век в Охрид, тогава във Византия. Разказва за житейската история на обикновени селяни на фона на силния отпор на славяноезичното население срещу византийската власт. Проследява съдбата на семейството на Аврам, в чието село вилнее епидемия. Всички болни са хвърляни във вар. Аврам много иска да има наследник, но все още не се е сдобил с такъв. Една вечер вижда хубавата Далия, която също иска да има син и също участва в езическия ритуал, който е организиран от селяните за плодовитост. В ритуала участва и жената на Аврам. Така се раждат двама сина – Вардан, син на Далия и Гаврил, законен син на Аврам. Далия и синът ѝ се местят да живеят в манастир, а Гаврил живее с баща си. Постепенно и двамата сина порастват, преживявайки серия перипетии. На сватбата на Гаврил е отровен от изоставения син на Аврам – Вардан. Аврам търси Вардан, за да му отмъсти, но не посмява, тъй като иска да му остане жив наследник.

## Награди
- 1975 ФЮИФ, Пула,
- Златна арена за операторско майсторство на Любе Петковски
- 1976 МФФ, Карлови Вари, Специална награда 1976 МФФ, Карлови Вари, Първа награда за сценография на Никола Лазаревски[1]